# Hangest-en-Santerre
 Hangest-en-Santerre  ist eine französische Gemeinde mit 1024 Einwohnern (Stand 1. Januar 2022) im Département Somme in der Region Hauts-de-France. Sie liegt in der historischen Landschaft Santerre und gehört zum Arrondissement Montdidier und zum Kanton Moreuil.

## Bevölkerungsentwicklung
| Jahr      | 1962 | 1968 | 1975 | 1982 | 1990 | 1999 | 2008 |
| Einwohner | 753  | 801  | 769  | 703  | 723  | 839  | 1012 |

## Persönlichkeiten
- Roch d’Hangest († 1352), Marschall von Frankreich